# 陳有策
陳有策，字国士。福建福清人，清朝政治人物、同進士出身。

## 生平
雍正十一年（1733年）癸丑科進士，三甲第一百二十一名，授唐县知县。